# Rhynchopelates oxyrhynchus
Rhynchopelates oxyrhynchus és una espècie de peix pertanyent a la família dels terapòntids i l'única del gènere Rhynchopelates que es troba al Pacífic occidental: des del sud del Japó fins a les illes Filipines.
Pot arribar a fer 25 cm de llargària màxima.
Menja invertebrats i peixos.
És un peix marí, d'aigua dolça i salabrosa, bentopelàgic i de clima tropical (40°N-5°N, 105°E-132°E).
És inofensiu per als humans i criat comercialment al Japó.